# Агинское золоторудное месторождение
Агинское золоторудное месторождение — в центральной части Камчатского края, на территории Быстринского района.
Месторождение было открыто в 1964 году. В период с 1973 по 1985 год проводились геолого-разведочные работы. В 1988 году работниками Карамкенского горно-обогатительного комбината из рудного столба Агинской жилы была извлечена первая партия золотоносной руды. По оценке золотодобывающей компании, владеющей месторождением с 2005 года, запасы золота в Агинском и двух соседних месторождениях составляют около 50 тонн.